# Bökhiin Örgöö
Bökhiin Örgöö (tiếng Mông Cổ: бөхийн өргөө, có nghĩa là "Cung đấu vật") là một nhà thi đấu vật ở Ulaanbaatar, Mông Cổ.
Vào ngày 29 tháng 10 năm 2004, để kỷ niệm 365 năm thành lập thành phố Ulaanbaatar, một cuộc thi đấu vật đã được tổ chức tại đây, mà đỉnh cao là lễ kỷ niệm được tổ chức bởi Tòa thị chính Ulaanbaatar từ ngày 8 tháng 9 đến ngày 29 tháng 10.